# Пейрефитт, Роже
Роже́ Пейрефи́тт (фр. Roger Peyrefitte; 17 августа 1907, Кастр — 5 ноября 2000, Париж) — французский писатель, историк и дипломат. Известен главным образом романом «Особенная дружба» (1943).

## Биография
Родился 17 августа 1907 года в состоятельной семье из Лангедока на юго-западе Франции. Получил образование в католических школах, затем изучал древние языки и литературу в Тулузе. В 1930 году с отличием окончил элитарный Парижский институт политических исследований.
В 1931 году начал дипломатическую карьеру в Министерстве иностранных дел. С 1933 по 1938 год занимал должность секретаря посольства Французской Республики в Афинах, однако затем подал в отставку в ответ на подозрения в коллаборационизме. В октябре 1940 года Пейрефитт был вызван в Париж и в период режима Виши (до мая 1943 года) продолжил работать в дипломатическом ведомстве.
В феврале 1945 года его карьера окончательно прекратилась из-за обвинения в сотрудничестве с нацистской Германией. В 1962 году Пейрефитт был реабилитирован, однако на службу больше не вернулся.
Оставшийся не у дел дипломат обратился к литературному творчеству и историческим исследованиям. Разностороннее классическое образование, эрудиция, знание и практически документальное использование исторических деталей, едкая ирония, богатый лексикон, лаконичный и живой стиль изложения, литературная плодовитость, а также острые дискуссии, которые вызывают его произведения, поставили Роже Пейрефитта в ряд наиболее заметных французских писателей современности.
В связи с гомосексуальной ориентацией в брак не вступал, однако в 1964 году усыновил и воспитал мальчика. Приёмный сын — Ален-Филипп Маланьяк, маркиз д’Аржан-де-Виллель, впоследствии продюсер и муж певицы Аманды Лир; погиб при пожаре в их доме 17 декабря 2000 года.
Роже Пейрефитт, более полувека подвергавший острой критике Римско-католическую церковь, до конца жизни оставался католиком. Умер в Париже 5 ноября 2000 года в возрасте 93 лет.

## Литературное творчество
Романтические произведения Роже Пейрефитта были переведены на итальянский, английский, греческий и некоторые другие языки, однако в XX веке остались практически незнакомы советскому и российскому читателю, поскольку находились под запретом цензуры, как оправдывающие гомосексуальность, а сам автор (благодаря историческому исследованию, содержащемуся в изданной в 1965 году книге «Евреи») получил известность среди антисемитов, пытающихся использовать его работу для подведения научного фундамента под теорию еврейского заговора.

### Основные произведения
- Les amitiés particulières (роман, 1943)
- Mademoiselle de Murville (роман, 1947)
- Le Prince des Neiges: drame en trois actes (пьеса, 1947)
- L’Oracle (роман, 1948)
- Les Amours singulières (роман, 1949)
- La Mort d’une mère («Смерть матери», 1950)
- Les Ambassades (роман, 1951)
- Du Vésuve à l’Etna (рассказ, 1952)
- La Fin des ambassades (роман, 1953)
- Les Amours de Lucien de Samosate (перевод с греческого, 1954)
- Les Clés de saint Pierre («Ключи святого Петра», роман, 1955)
- Jeunes proies (1956)
- Chevaliers de Malte (1957)
- L’Exilé de Capri (1959)
- Le Spectateur nocturne (драматический диалог, 1960)
- Les Fils de la Lumière (1961)
- La Nature du prince (1963)
- Les Secrets des conclaves (1964)
- Les Juifs (1965)
- Notre amour (1967)
- Les Américains («Американцы», роман, 1968)
- Des Français («Французы», роман, 1970)
- La Coloquinte (роман, 1971)
- Manouche (рассказ, 1972)
- L’Enfant Amour (эссе, 1972)
- Un Musée de l’amour (1972)
- La Muse garçonnière (перевод с греческого, 1973)
- Tableaux de chasse, ou La vie extraordinaire de Fernand Legros (1976)
- Propos secrets (1977)
- Trilogie sur Alexandre le Grand (Трилогия об Александре Великом):
  - La Jeunesse d’Alexandre («Юность Александра», роман, 1977)
  - Les Conquêtes d’Alexandre («Завоевания Александра», роман, 1979)
  - Alexandre le Grand («Александр Великий», роман, 1981)
- Enfant de cœur (роман, 1978)
- Roy (1979)
- Propos secrets 2 (1980)
- L’Illustre écrivain (1982)
- La Soutane rouge («Красная сутана», роман, 1983)
- Voltaire, sa jeunesse et son temps (1985)
- L’Innominato: nouveaux propos secrets (1989)
- Réflexion sur De Gaulle (1991)
- Voltaire et Frédéric II (1992)
- Le Dernier des Sivry (1993)
- Retours en Sicile (1996)

### Театральные постановки
- 1960 — Les Ambassades
- 1960 — Le spectateur nocturne

### Экранизации
- 1962 — Les amitiés particulières